# Kollbach (Vilskanal)
Die Kollbach ist ein 43 km langer, ostnordöstlich durch das Unterbayerische Hügelland laufender Fluss, der beim Pfarrdorf Kröhstorf von Markt Eichendorf im niederbayerischen Landkreis Dingolfing-Landau in den Vilskanal rechts der Altvils mündet.

## Etymologie
Der Bach wird zwischen 818 und 838 erstmals urkundlich erwähnt (ad Chalpaha). Der Name setzt sich zusammen aus dem Bestimmungswort Kalb und dem Hydronym -aha und bedeutet „Fluss, an dem Kälber gehalten werden“.
Nach der Kollbach ist ein von ihr durchflossenes Pfarrdorf Kollbach im Markt Gangkofen benannt, das bis 1972 eine selbständige Gemeinde war und seither eine Gemarkung der Marktgemeinde ist, ein Dorf Unterkollbach in der Gemeinde Simbach links am Lauf sowie eine Einöde Kollbach wenig danach am rechten Ufer in der Gemeinde Malgersdorf, die alle noch am Oberlauf liegen.

## Geografie

### Verlauf
Die Quelle der Kollbach liegt auf etwa 459 m ü. NHN am Waldsaum östlich des kleinen Siedlungsplatzes Kaisreith zwischen den Dörfern Marastorf und Taubendorf von Markt Gangkofen im Landkreis Rottal-Inn. Von hier aus fließt der Bach auf großem und mittlerem Maßstab sehr richtungsbeständig nach Ostnordosten, auf kleinem zeigt er abschnittsweise heftige Mäander und viele kleine Nebenläufe. Nach dem ersten größeren Ort am Lauf, dem Pfarrdorf Kollbach, wechselt sie bald in den Landkreis Dingolfing-Landau über, in dem sie bis etwas vor Malgersdorf meistens läuft, dann zieht sie auf dem Mittel- und Unterlauf fast bis zuletzt wieder durch den Rottal-Inn-Kreis. Erst wenige hundert Meter vor der Mündung von rechts in den Vilskanal auf etwa 334 m ü. NHN durchfließt sie beim Pfarrdorf Kröhstorf von dessen Markt Eichendorf wieder Dingolfinger Kreisgebiet. Der Kreisgrenze entlang zweigt hier nach rechts die Altkollbach ab, die dann über die Kollbach-Überleitung einen mit fast 3 km Länge mehrfach so langen Mündungsweg zum abwärtigen Vilskanal beim Dorf Ehrnsdorf der diesseitigen Gemeinde Roßbach nimmt.

### Einzugsgebiet
Es ist 274 km² groß und liegt als etwa 33 km lange und an der dicksten Stelle 12 km breite Spindel um den Lauf der Kollbach, zwischen links dem unmittelbaren Einzugsgebiet der aufwärtigen Vils selbst und hinter der rechten Wasserscheide dem des unteren Inn-Zuflusses Rott und schon auf dem Mittellauf des sich dazwischenschiebenden Einzugsgebiets des Sulzbachs, der kurz vor dessen Rücklauf in die Vils dem Vilskanal zuläuft.
Die maximale Geländehöhe erreicht am Nordwestrand mit 498 m ü. NHN der Auersberg etwas nördlich des Gangkofer Pfarrdorfs Kollbach. Das zur Kollbachmündung hin unregelmäßig abfallende Hügelland hat einen hohen Waldeinteil, der sich in nur selten größeren geschlossenen Anteilen übers Einzugsgebiet verteilt.

### Fluss und Landschaft
Die Kollbach ist das größte Fließgewässer im Unterbayerischen Hügelland mit naturnahen und naturbelassenen Ufern, ohne Begradigung und Hochwasserschutz, und die Ufer sind von Bibern besiedelt. Der Fluss mäandriert über weite Strecken, und an seinem flacheren linksseitigen Ufer sind Überschwemmungen häufig. Deshalb werden diese Flächen trotz guter Böden nicht für Ackerbau genutzt, sondern als Grünland. Das rechte Ufer ist von steileren, bewaldeten Hängen gekennzeichnet, ähnlich wie im Fall der Isar. Als Ursache für die asymmetrische Talform wird die eiszeitliche Solifluktion vermutet.

### Zuflüsse
- Stockergraben (rechts), Taubendorf 48° 30′ 16,8″ N, 12° 35′ 49,7″ O
- Brunnlohergraben (links), Kollbach 48° 30′ 33,5″ N, 12° 36′ 1″ O
- Geigenkofener Bach (links), Kollbach 48° 30′ 47,2″ N, 12° 37′ 15,7″ O
- Eibach (rechts), Haberskirchen 48° 30′ 29,8″ N, 12° 37′ 15,7″ O
- Feilenbach (links), Feilnbach 48° 30′ 57″ N, 12° 40′ 39,1″ O
- Rimbach (rechts), Bleickersdorf 48° 31′ 24,7″ N, 12° 43′ 14″ O
- Embach (links), Malgersdorf 48° 31′ 50,4″ N, 12° 44′ 51″ O
- Zeller Bach (rechts), Jägerndorf
- Wabach (rechts), Bruckmühle
- Weilnbach (rechts), Triefelden
- Simbach (links), Arnstorf
- Steinbach (rechts), Arnstorf
- Lundorfgraben (links), Reitberg
- Augraben (links), Sattlern
- Radlsbach (rechts), Osterndorf
- Kammerauer Graben (links), Leberfing
- Fischroitlgraben (links), Schmiedorf
- Luderbach (rechts), Roßbach

### BayernAtlas („BA“)
Amtliche Online-Gewässerkarte mit passendem Ausschnitt und den hier benutzten Layern: Lauf und Einzugsgebiet der Kollbach

Allgemeiner Einstieg ohne Voreinstellungen und Layer: BayernAtlas der Bayerischen Staatsregierung (Hinweise)
1. 1 2  Höhe abgefragt auf dem Hintergrundlayer Amtliche Karte (Rechtsklick).
2. ↑  Höhe nach schwarzer Beschriftung auf dem Hintergrundlayer Amtliche Karte.

### Gewässerverzeichnis Bayern („GV“)
1. ↑  Länge nach: Verzeichnis der Bach- und Flussgebiete in Bayern – Flussgebiet Isar bis Inn, Seite 58 des Bayerischen Landesamtes für Umwelt, Stand 2016 (PDF; 3,3 MB) (Seitenzahl kann sich ändern.)
2. ↑  Länge nach: Verzeichnis der Bach- und Flussgebiete in Bayern – Flussgebiet Isar bis Inn, Seite 58 des Bayerischen Landesamtes für Umwelt, Stand 2016 (PDF; 3,3 MB) (Seitenzahl kann sich ändern.)

### Sonstige
1. ↑  Hochwassernachrichtendienst des Bayerischen Landesamtes für Umwelt (Hinweise)
2. ↑  Albrecht Greule: Deutsches Gewässernamenbuch. Walter de Gruyter, Berlin / Boston 2014, ISBN 978-3-11-057891-1, S. 280, „Kollbach“ (Auszug in der Google-Buchsuche).
3. ↑  Bund Naturschutz Ortsgruppe Arnstorf - 5. Problematik der Wiedereinbürgerung (Memento vom 8. April 2009 im Internet Archive)